# Ozodicera superarmata
Ozodicera superarmata är en tvåvingeart som beskrevs av Alexander 1942. Ozodicera superarmata ingår i släktet Ozodicera och familjen storharkrankar. Inga underarter finns listade i Catalogue of Life.